# Park Strzelecki w Tarnowie

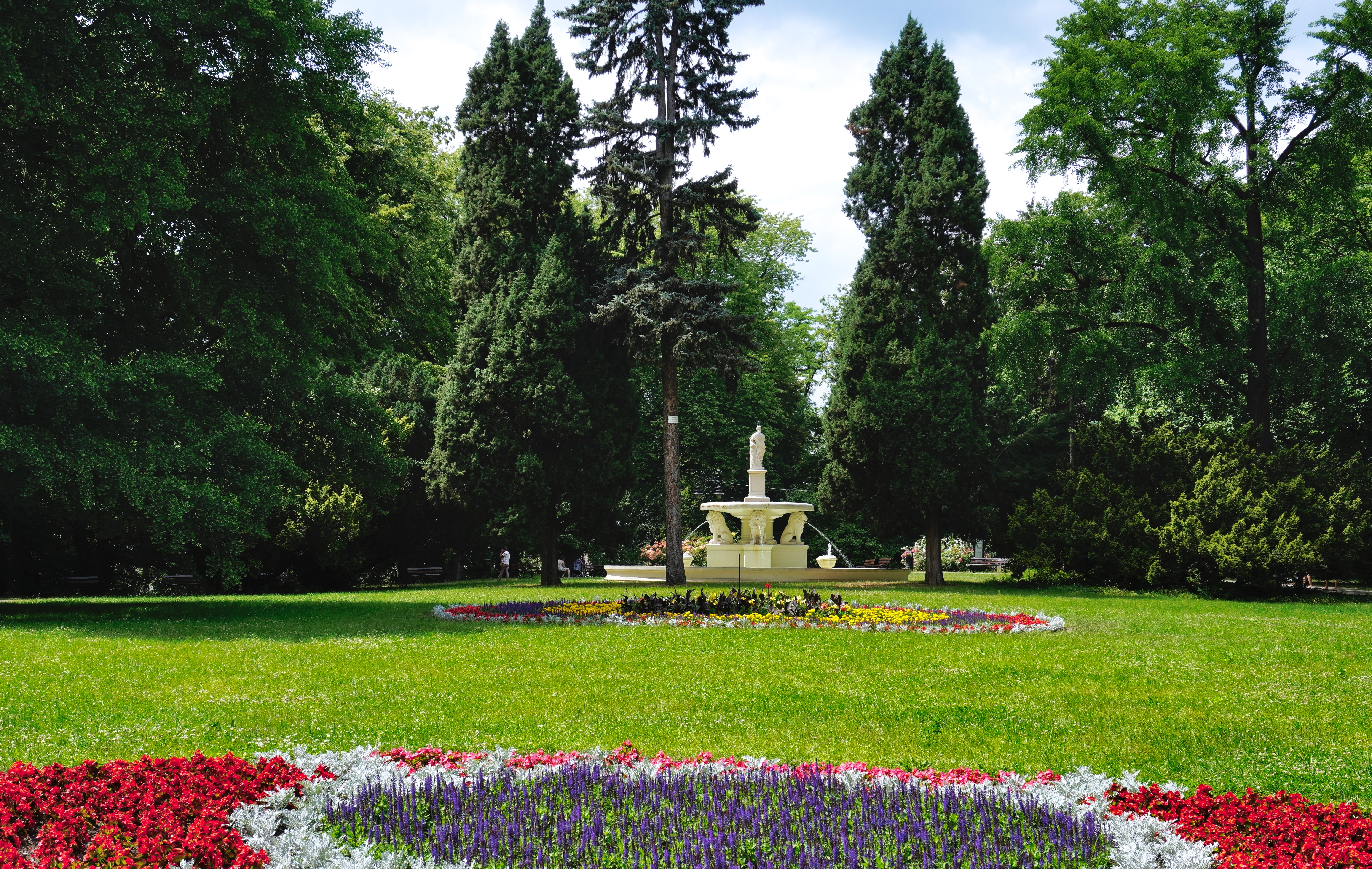
Ogólny widok od wschodu, od ulicy Piłsudskiego

Park Strzelecki (inne nazwy: Ogród Strzelecki, w okresie PRL Park im. 1 Maja) – jeden z parków miejskich Tarnowa. Znajduje się tu Mauzoleum generała Józefa Bema. Starodrzew w parku jest pomnikiem przyrody. W parku wytyczono ścieżkę przyrodniczo-dydaktyczną z przystankami przy niektórych gatunkach roślin.

## Lokalizacja
Park Strzelecki znajduje się w Tarnowie w województwie małopolskim. Zajmujący obszar ponad 8 hektarów park położony jest w obrębie ulic: Słowackiego, Piłsudskiego, Romanowicza i Nowy Świat. Brama główna znajduje się przy ulicy Piłsudskiego, bramy boczne przy ulicach: Słowackiego i Romanowicza. W chwili wytyczania obiektu, po drugiej stronie ulicy Kurkowej (od 1909 Słowackiego) znajdował się, wybudowany wcześniej, duży budynek szpitala wojskowego z 1855 (w XXI wieku to Pałac Młodzieży), a bezpośrednio przy ulicy Seminaryjskiej (Piłsudskiego) szpitalna kostnica.

## Historia

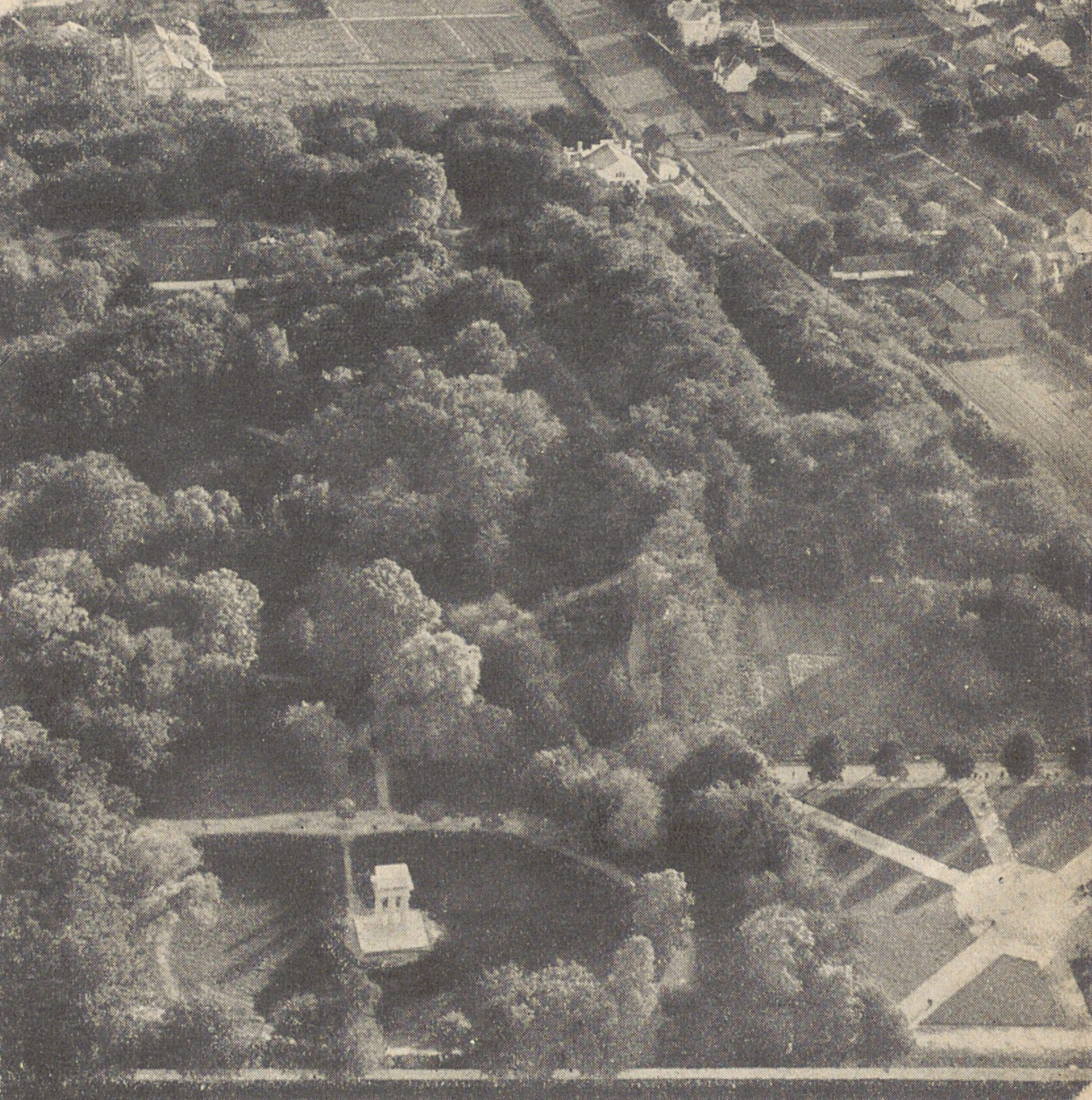
Park widziany z lotu ptaka. Zdjęcie z „Przewodnika po Tarnowie” z 1929 roku

Powstanie parku związane było z utworzeniem w mieście Towarzystwa Strzeleckiego.
Park został założony w 1866 roku na miejscu dawnego folwarku Zawale–Dyksonówka, którego 14 morgów zarządcy miasta podarowali w 1856 Towarzystwu. Park Strzelecki powstał 8 lat później niż Central Park na Manhattanie w Nowym Jorku, a 23 lata przed Parkiem Jordana w Krakowie. Autorem projektu był Antoni Schmidt, ogrodnik z Krosna. Teren został zagospodarowany w duchu modernizmu.
Przy bramie od strony ulicy Słowackiego (wówczas Kurkowej) wzniesiono neogotycki pałacyk, siedzibę Towarzystwa Strzeleckiego.  Później była tam m.in. siedziba władz ZHP (lata 70. XX w.), biblioteki ZNP (lata 80. XX w.). W latach 2005–2010 budynek był własnością bractwa kurkowego, które planowało zagospodarować go na swoją siedzibę. Plany te nie zostały jednak zrealizowane. Od maja 2013 r. budynek mieści Galerię Miejską Biura Wystaw Artystycznych.
Obok pałacyku w 1907 roku wybudowano dom ogrodnika miejskiego w stylu secesji wiedeńskiej. W listopadzie 2015 roku Bractwo Kurkowe okleiło styropianem jedną ze ścian tego budynku. Konserwator zabytków wstrzymał prace i nakazał demontaż ocieplenia. Bractwo Kurkowe nie zgodziło się z tą decyzją. Po przeprowadzeniu postępowań sądowych przed sądami administracyjnymi, po czterech latach styropian zdemontowano.
W 1912 roku na głównym klombie od strony ul. Piłsudskiego (wówczas Seminaryjna) ustawiona została fontanna z figurą bogini Hebe. Rok później północno-zachodnią, gospodarczą część parku zamieniono na ogród jordanowski.
W 1927 roku na środku parkowego stawu rozpoczęto budowę Mauzoleum generała Józefa Bema według projektu Adolfa Szyszko-Bohusza. Uroczysty pogrzeb generała, którego prochy sprowadzono z Aleppo, odbył się 30 czerwca 1929.
W roku 1975 Park Strzelecki wraz z ogrodzeniem wpisano do rejestru zabytków. 
W marcu 2018 roku przystąpiono do realizacji projektu rewitalizacji parku, którą zakończono, z 2,5 letnim poślizgiem, latem 2021 roku.

## Galeria

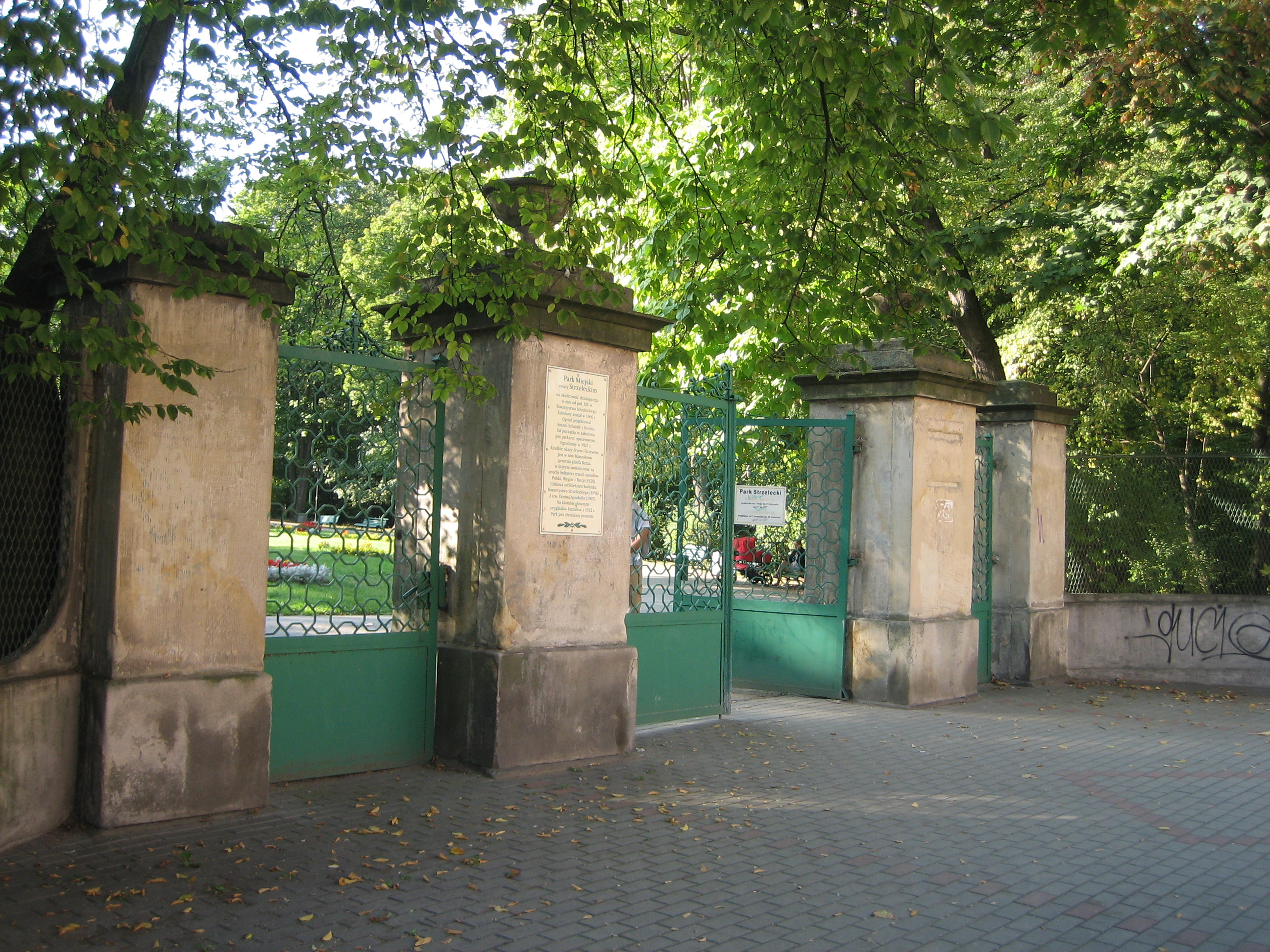
Ogrodzenie parku
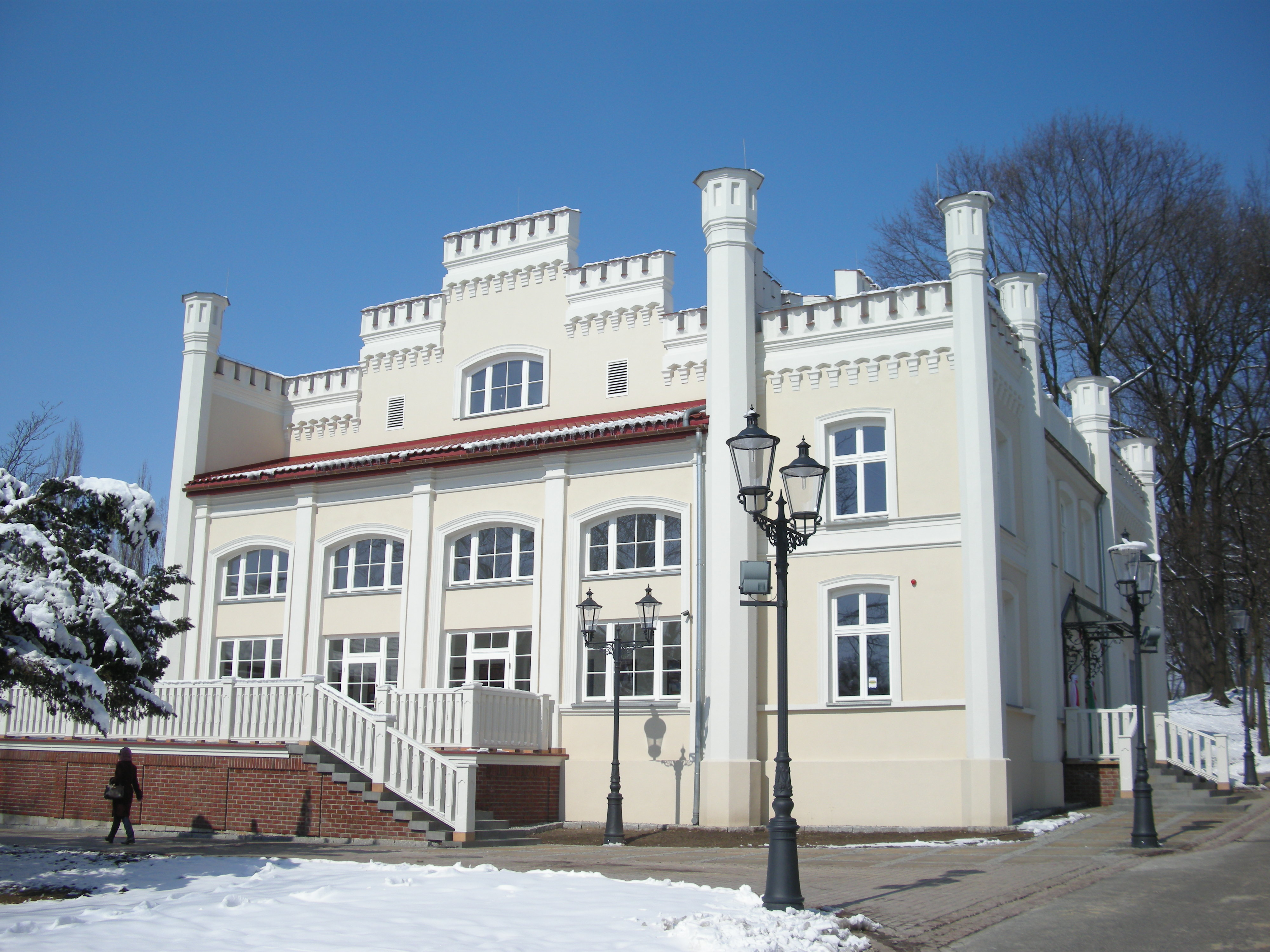
Pałacyk Strzelecki
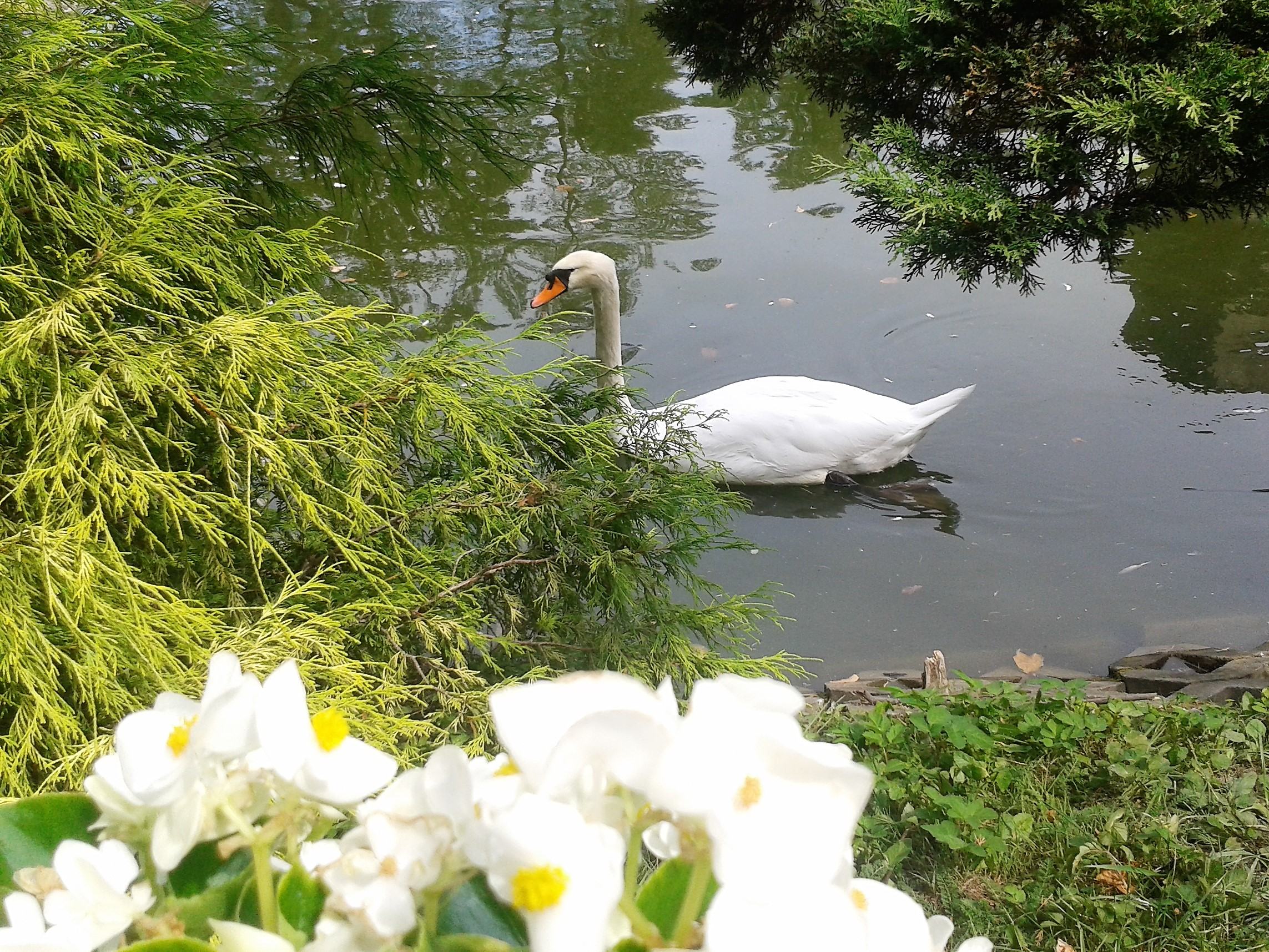
Łabędź na stawie
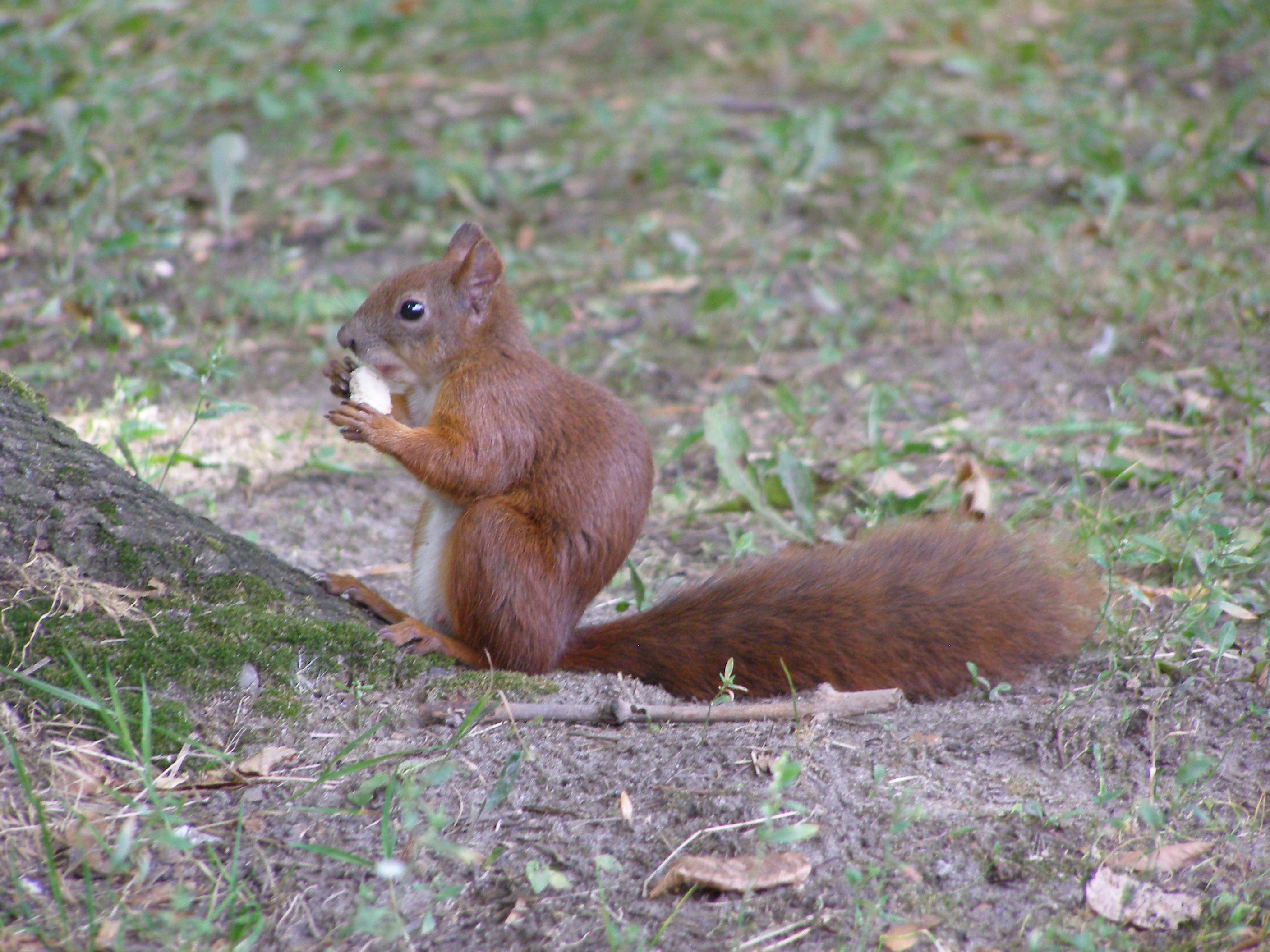
Wiewiórka ruda w parku
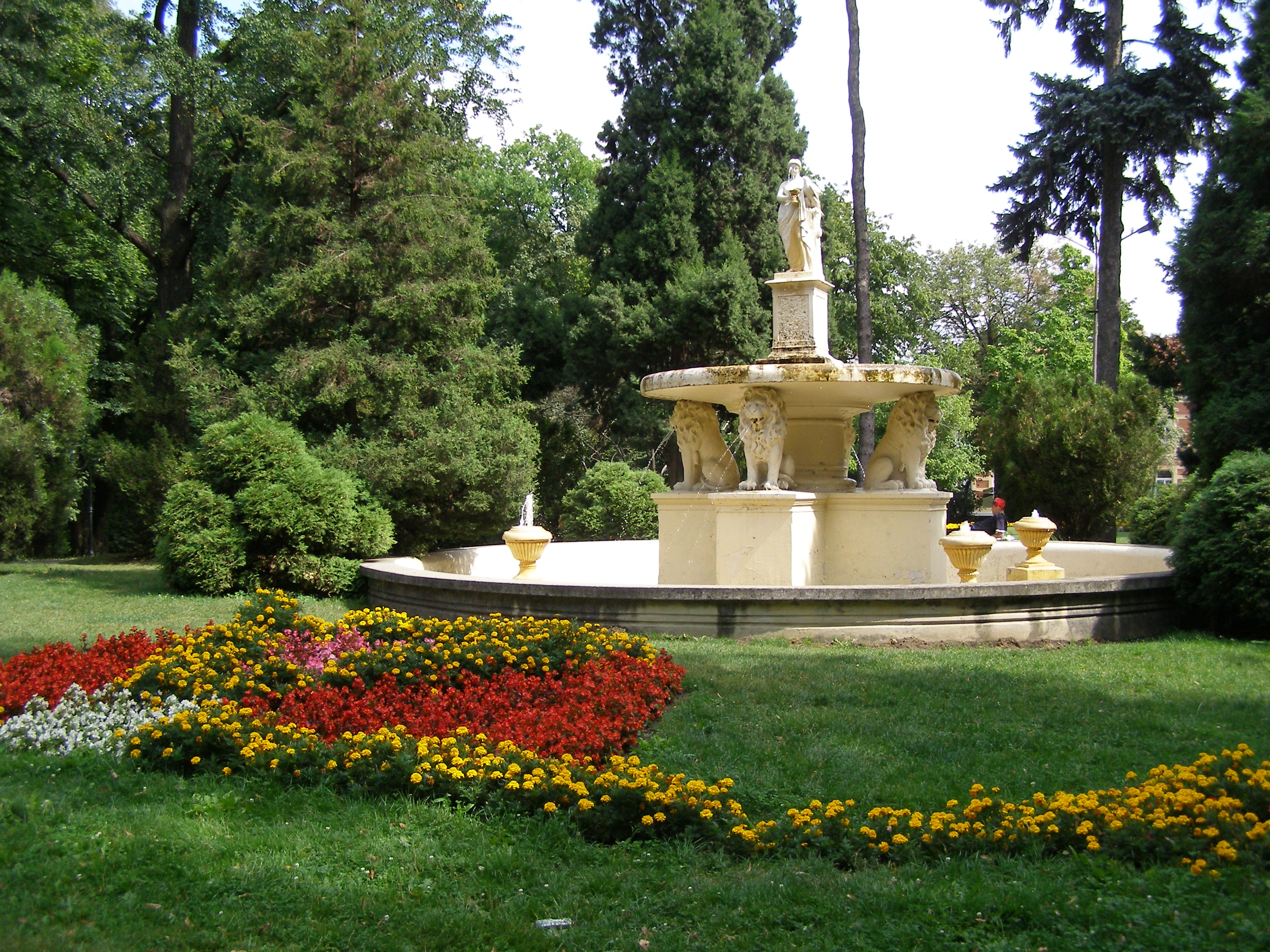
Fontanna z lwami